# Pia de Água
Pia de Água é uma elevação portuguesa localizada no concelho da Madalena, ilha do Pico, arquipélago dos Açores.
Este acidente geológico tem o seu ponto mais elevado a 428 metros de altitude acima do nível do mar e trata-se de um cone de bagacinas localizado na parte Oeste da ilha do Pico, encontrando-se nas suas proximidades o Cabeço das Hortelãs e as localidades da Candelária, da Eira, e Biscoitos.